# Лесковец (Словения)
Вижте пояснителната страница за други значения на Лесковец.
Лесковец (на словенски: Leskovec) е село в Словения, Савински регион, община Целе. Според Националната статистическа служба на Република Словения през 2015 г. селото има 200 жители.